# Lausdorn
Lausdorn (lb. Lausduer) – mała miejscowość (lieu-dit) w północnym Luksemburgu, w kantonie Clervaux, której część wraz z 18 mieszkańcami leży w gminie Clervaux, a pozostała część z czterema jej mieszkańcami w gminie Weiswampach. Do 3 października 2015 miejscowość leżała w dystrykcie Diekirch, a do 5 grudnia 2011 należała do gminy Heinerscheid.